# Łużki (Mazovie)
Pour les articles homonymes, voir Łużki.
Łużki (prononciation : [ˈwuʂki]) est un village polonais de la gmina de Żelechów dans le powiat de Garwolin de la voïvodie de Mazovie dans le centre-est de la Pologne.
Il se situe à environ 4 kilomètres à l'ouest de Żelechów (siège de la gmina), 20 km au sud-est de Garwolin (siège du powiat) et à 75 km au sud-est de Varsovie (capitale de la Pologne).
Le village possède une population de 278 habitants en 2008.

## Histoire
De 1975 à 1998, le village appartenait administrativement à la voïvodie de Siedlce.